# Ruspolia (động vật)
Ruspolia là một chi dế bụi cây trong phân họ Conocephalinae.

## Phân bố
Chi này có sự phân bố rộng rãi với các loài được tìm thấy ở hầu hết các châu lục (trừ Bắc Mỹ và Nam Cực).

## Loài
- Ruspolia abruptus Walker, 1869
- Ruspolia ampla Walker, 1869
- Ruspolia aostae Karny, 1920
- Ruspolia baileyi Otte, 1997
- Ruspolia basiguttata Bolívar, 1906
- Ruspolia brachixipha Redtenbacher, 1891
- Ruspolia breviceps Walker, 1870
- Ruspolia consobrina Walker, 1869
- Ruspolia differens Serville, 1838
- Ruspolia diversa Walker, 1869
- Ruspolia dubia Redtenbacher, 1891
- Ruspolia egregius Karny, 1907
- Ruspolia exigua Bolívar, 1922
- Ruspolia flavovirens Karny, 1907
- Ruspolia fuscopunctata Karny, 1907
- Ruspolia halmaherae Brunner von Wattenwyl, 1898
- Ruspolia indicator Walker, 1869
- Ruspolia insularis Walker, 1869
- Ruspolia intactus Walker, 1869
- Ruspolia interruptus Walker, 1869
- Ruspolia jaegeri Roy, 1971
- Ruspolia knipperi Otte, 1996
- Ruspolia latiarma Bailey, 1975
- Ruspolia lemairei Griffini, 1909
- Ruspolia liangshanensis Lian & Liu, 1992
- Ruspolia lineosa Walker, 1869
- Ruspolia macroxiphus Redtenbacher, 1891
- Ruspolia madagassa Redtenbacher, 1891
- Ruspolia marshallae Bailey, 1980
- Ruspolia nitidula Scopoli, 1786
- Ruspolia paraplesia Karny, 1907
- Ruspolia persimilis Griffini, 1909
- Ruspolia praeligata Bolívar, 1922
- Ruspolia pulchella Karny, 1907
- Ruspolia punctipennis Chopard, 1954
- Ruspolia pygmaea Schulthess Schindler, 1898 - type species
- Ruspolia pyrgocorypha Karny, 1920
- Ruspolia ruthae Bailey, 1975
- Ruspolia sarae Bailey, 1975
- Ruspolia subampla Bailey, 1975
- Ruspolia yunnana Lian & Liu, 1992